# Войска территориальной обороны Польши
Войска территориальной обороны (пол. Wojska Obrony Terytorialnej) — один из видов вооружённых сил Республики Польша.

## История
В сентябре 2016 года было официально объявлено о создании войск территориальной обороны в составе вооруженных сил Республики Польша.
В ноябре 2016 года польский парламент утвердил поправку в Закон о всеобщей воинской повинности, которая предусматривает, что в ВС страны формируется новый вид — войска территориальной обороны.
18 января 2017 года министр обороны Польши заявил, что до 2019 года запланировано создание войск WOT общей численностью свыше 50 тыс. человек, для чего из бюджета страны запланировано выделить 3,6 млрд. злотых (почти 1 млрд. долларов США).
Создание первых подразделений территориальной обороны началось в восточных воеводствах, всего было решено создать 17 бригад территориальной обороны (из них две бригады WOT должны были быть созданы в самом крупном Мазовецком воеводстве, в каждом из остальных воеводств планировалось создать по одной бригаде WOT).
16 мая 2017 года для войск территориальной обороны были заказаны 500 армейских грузовиков Jelcz 442.32, в декабре 2018 года для них были заказаны 780 шт. миномётов LMP-2017.
Создание войск запланировано завершить в течение 2019 года.

## Структура
Войска представлены исключительно лёгкими пехотными подразделениями, комплектуемыми по территориальному принципу из жителей зоны ответственности.
На вооружении находятся 5,56-мм модульные автоматы MSBS, 9-мм пистолеты VIS-100, 7,62-мм снайперские винтовки Бор, 7,62-мм пулеметы UKM-2000P, 40-мм подствольные гранатометы, разведывательные беспилотные летательные аппараты FlyEye и дроны-камикадзе Warmate. На ротном уровне наряду со стрелковым вооружением предполагается иметь 60-мм минометы LMP-2017 и переносной противотанковый ракетный комплекс FGM-148 Джавелин.
- Командование (Варшава)
  - Центр подготовки войск территориальной обороны имени капитана Евгения Конопацкого (Centrum Szkolenia Wojsk Obrony Terytorialnej im. kpt. Eugeniusza Konopackiego)
  - 1-я Подляская бригада территориальной обороны имени полковника Владислава Линярского, пс. «Мстислав» (1 Podlaska Brygada Obrony Terytorialnej im. płk Władysława Liniarskiego ps «Mścisław») (Торунь)
  - 2-я Люблинская бригада территориальной обороны имени майора Иеронима Декутовского, пс. «Плотина» (2 Lubelska Brygada Obrony Terytorialnej im. mjr Hieronima Dekutowskiego ps. «Zapora») (Белосток)
  - 3 Подкарпатская бригада территориальной обороны имени полковника Луки Теплинского (3 Podkarpacka Brygada Obrony Terytorialnej im. płk Łukasza Cieplińskiego) (Люблин)
  - 4-я Варминско-Мазурская бригада территориальной обороны имени капитана Грациана Клавдия Фрога, пс. «Щербец» (4 Warmińsko-Mazurska Brygada Obrony Terytorialnej im. kpt Gracjana Klaudiusza Fróga, ps. «Szczerbiec») (Жешув)
  - 5-я Мазовецкая бригада территориальной обороны имени Мечислава Демешкевича, пс. «Рой» (5 Mazowiecka Brygada Obrony Terytorialnej im. ppor. Mieczysława Dziemieszkiewicza, ps. «Rój») (Ольштын)
  - 6-я Мазовецкая бригада территориальной обороны имени ротмистра Витольда Пилецкого (6 Mazowiecka Brygada Obrony Terytorialnej im. rotmistrza Witolda Pileckiego) (Цеханув)
  - 7-я Поморская бригада территориальной обороны имени лейтенанта флота Адама Дедио (7 Pomorska Brygada Obrony Terytorialnej im. kpt mar. Adama Dedio) (Радом)
  - 8-я Куявско-Поморская бригада территориальной обороны имени бригадного генерала Елизаветы Завацкой, пс. «Зо» (8 Kujawsko-Pomorska Brygada Obrony Terytorialnej im. gen. bryg. Elżbiety Zawackiej ps. «Zo») (Гданьск)
  - 9-я Лодзинская бригада территориальной обороны имени бригадного генерала Станислава Сойчинского, пс. «Варшиц» (9 Łódzka Brygada Obrony Terytorialnej im. gen. bryg. Stanisława Sojczyńskiego, ps. «Warszyc») (Быдгощ)
  - 10-я Свентокшиская бригада территориальной обороны имени майора Евгения Гедимина Кашинского, пс. «Нурт» (10 Świętokrzyska Brygada Obrony Terytorialnej im. mjr Eugeniusza Gedymina Kaszyńskiego, ps. «Nurt») (Лодзь)
  - 11-я Малопольская бригада территориальной обороны имени бригадного генерала Леопольда Окулицкого, пс. «Медвежонок» (11 Małopolska Brygada Obrony Terytorialnej im. gen. bryg. Leopolda Okulickiego, ps. «Niedźwiadek») (Кельце)
  - 12-я Великопольская бригада территориальной обороны имени бригадного генерала Станислава Тачака (12 Wielkopolska Brygada Obrony Terytorialnej im. gen. bryg. Stanisława Taczaka) (Краков)
  - 13-я Силезская бригада территориальной обороны имени подполковника Тадеуша Пушчиньского, пс. «Конрад Вавельберг» (13 Śląska Brygada Obrony Terytorialnej im. ppłk Tadeusza Puszczyńskiego ps. «Konrad Wawelberg») (Катовице)
  - 14-я Западно-Поморская бригада территориальной обороны имени подполковника Станислава Ежи Сендзяка, пс. «Варта» (14 Zachodniopomorska Brygada Obrony Terytorialnej im. ppłk. dypl. Stanisława Jerzego Sędziaka, ps. «Warta») (Щецин)
  - 16-я Нижнесилезская бригада территориальной обороны имени Людвика Маршала, пс. «броня» (16 Dolnośląska Brygada Obrony Terytorialnej im. ppłk. Ludwika Marszałka, ps. «Zbroja») (Вроцлав)
  - 18-я Столичная бригада территориальной обороны (18 Stołeczna Brygada Obrony Terytorialnej) (Варшава)
  - 19-я Надбужская бригада территориальной обороны (19 Nadbużańska Brygada Obrony Terytorialnej) (Хелм)
  - 20-я Пшемысльская бригада территориальной обороны (20 Przemyska Brygada Obrony Terytorialnej) (Пшемысль)

24 сентября 2022 года министр Мариуш Блащак подписал в Кельне решение о создании в составе войск территориальной обороны компонента пограничной обороны. Для начала это будет десять батальонов солдат в четырёх воеводствах на восточной границе: Подляском, Варминско-Мазурском, Люблинском и Подкарпатском.